# Hanuch
Hanuch es el nombre de un tipo de criatura mítica presente en la mitología Yagán, la que según la tradición serían criaturas que presentarían un solo ojo, el cual está ubicado en la parte de atrás de la cabeza; siendo esta totalmente desprovista de cabello.
Igualmente se dice que el nombre también era usado para describir a una persona alterada mentalmente, que vive con la tribu o aislado en el bosque.